# Kostel svatého Justa (Zvole)
Kostel svatého Justa je římskokatolický filiální, původně farní kostel v Zvoli. Věž dominanty obce je vidět ze širokého okolí.

## Historie
První kostel ve Zvoli, pravděpodobně dřevěný, existoval snad již ve 13. století. Nápis na stěně, objevený při opravách kostela, se hlásí k roku 1425. Jde však o falzum. Zvolská farnost byla poprvé zrušena po husitské době. Portál sakristie s oplechovanými dveřmi je pozdně gotický, z doby kolem roku 1500. Roku 1691 byl kostel obnoven a 1713 přestavován. Tehdy byla ze suti vykopána soška svatého Justa, kterému byl kostel zasvěcen. Nejspíše jde o omyl, před tím byl zasvěcen sv. Joštovi. V roce 1787 zde zřízena lokálie, 1839 byl kostel přestavěn, zaklenuta loď, přistavěna věž a kostel přikryl dnešní krov s taškovou krytinou.

## Varhany
Varhany z roku 1774 pochází od Vojtěcha Schrayera.

## Bohoslužby
Bohoslužby se konají v sobotu v 18.00 hodin (s nedělní platností). Více na www.farnostceskaskalice.webnode.cz

## Galerie

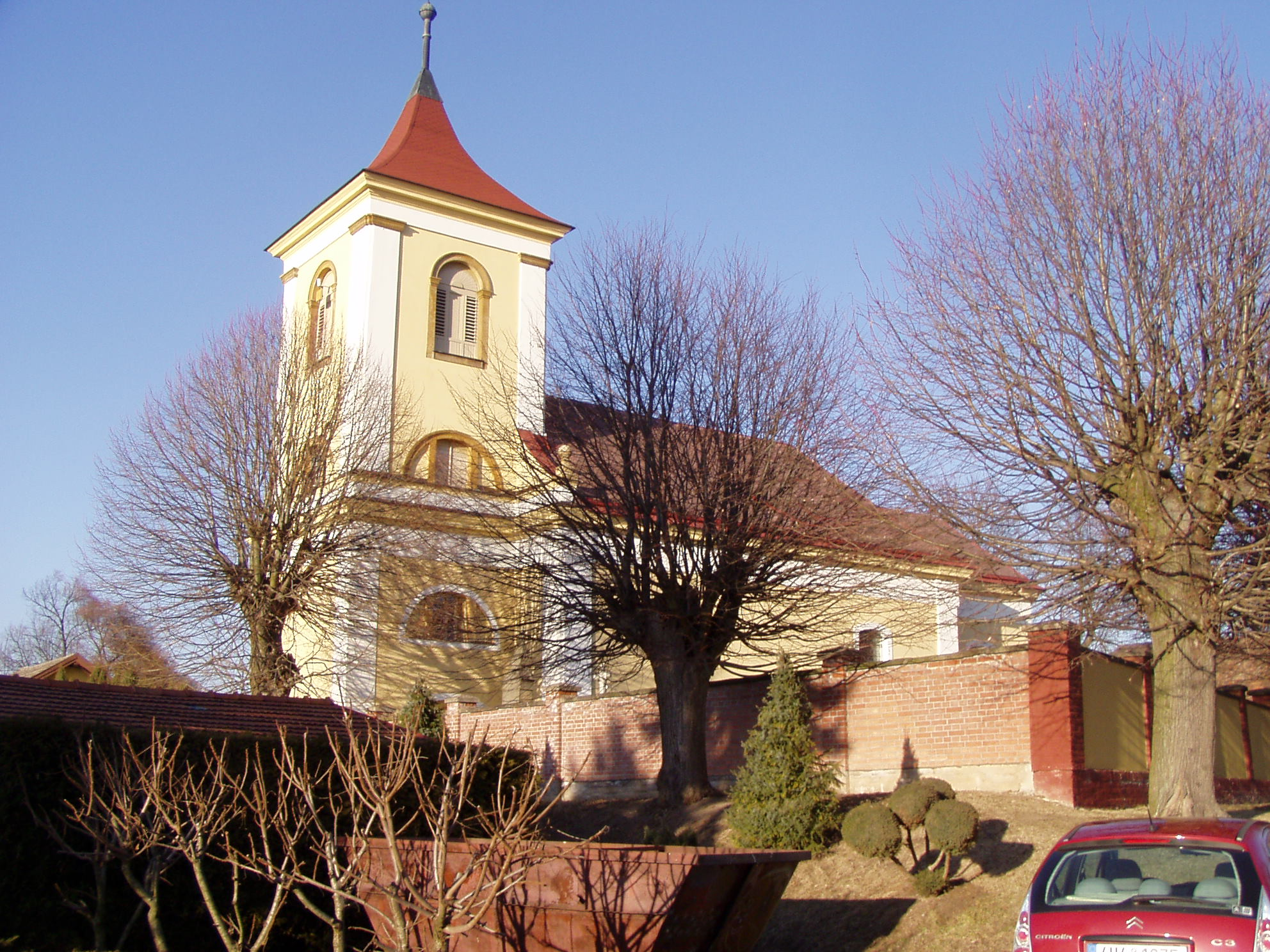
Kostel
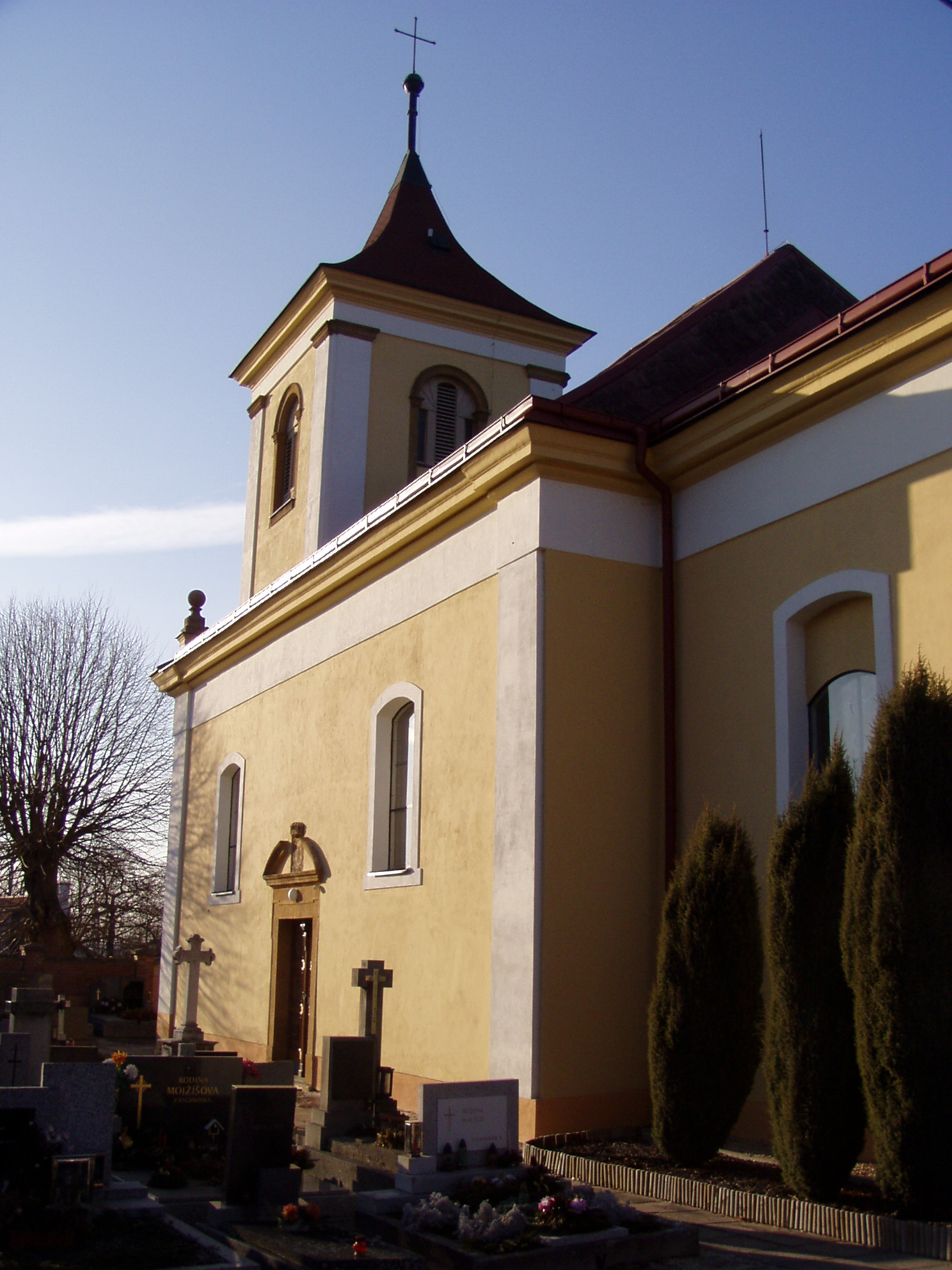
Kostel
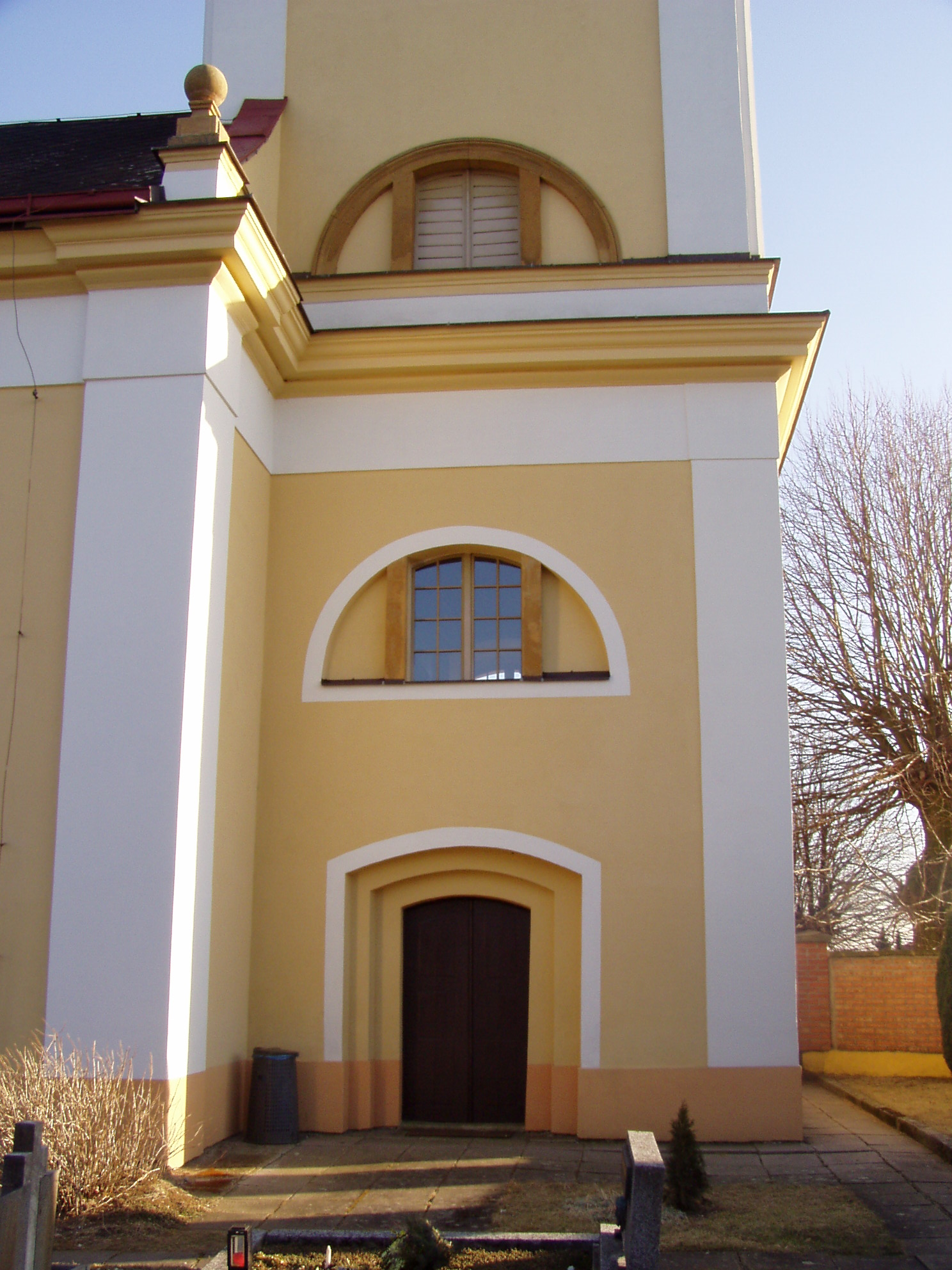
Vstup
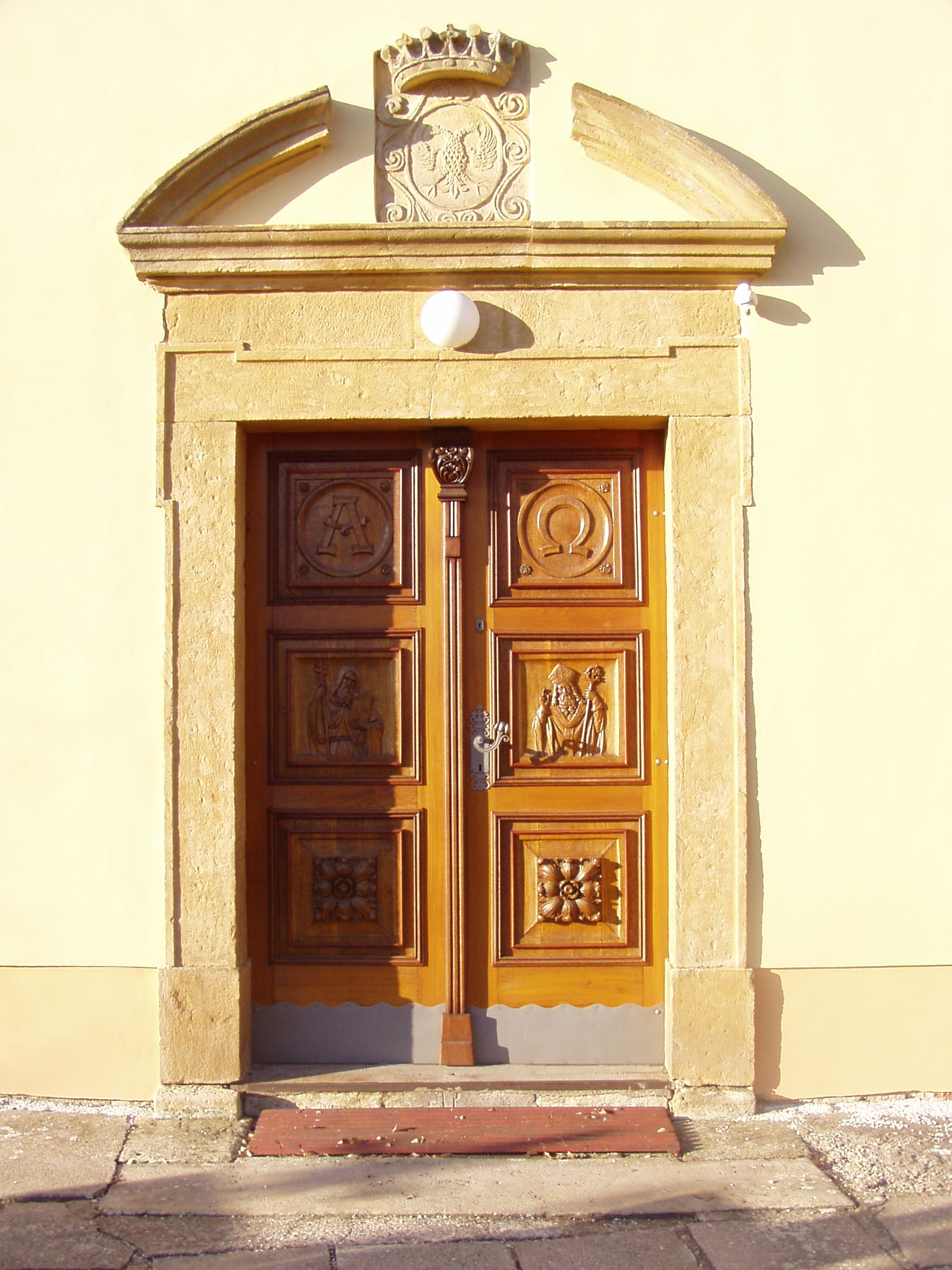
Vstup
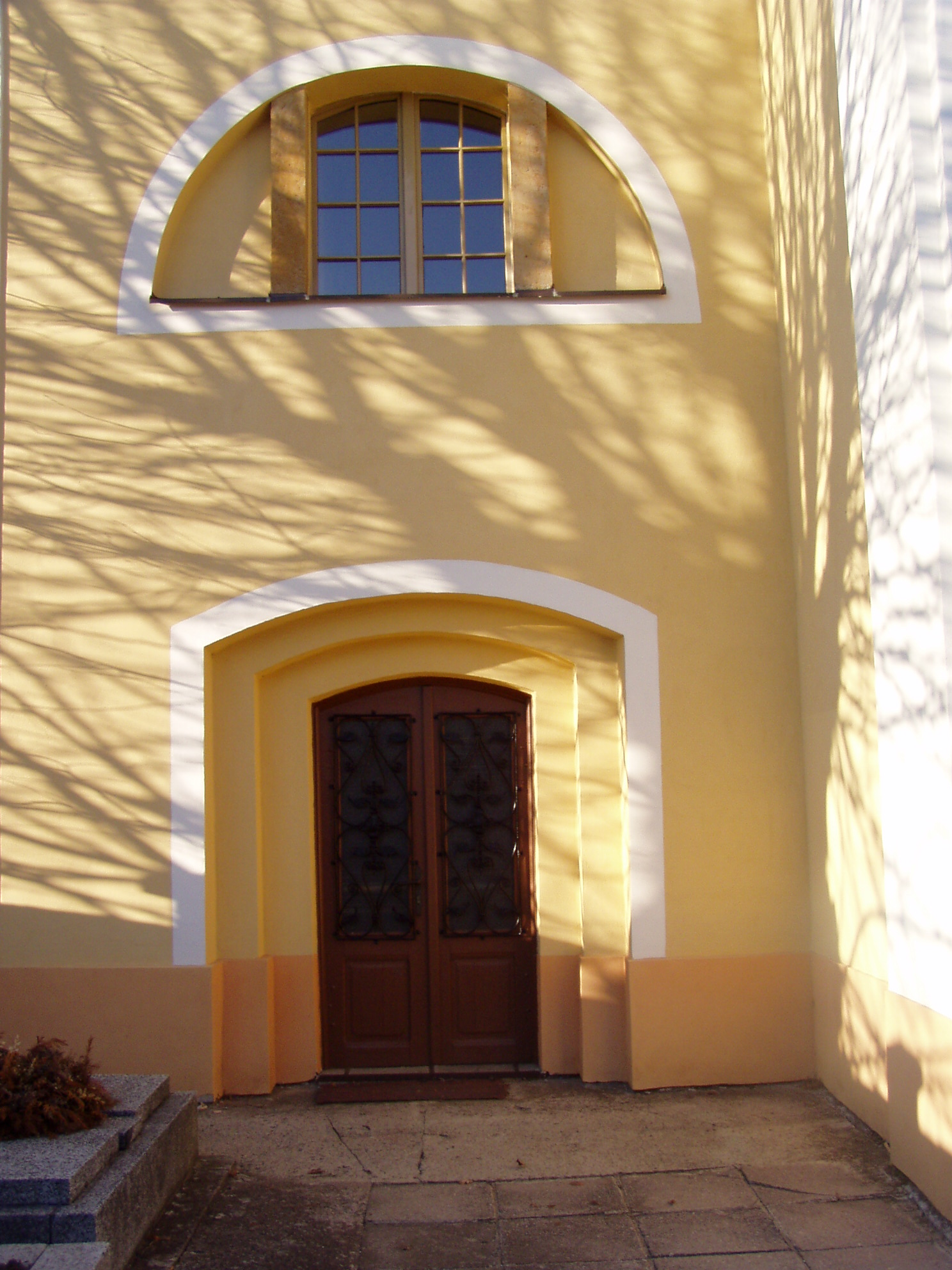
Vstup
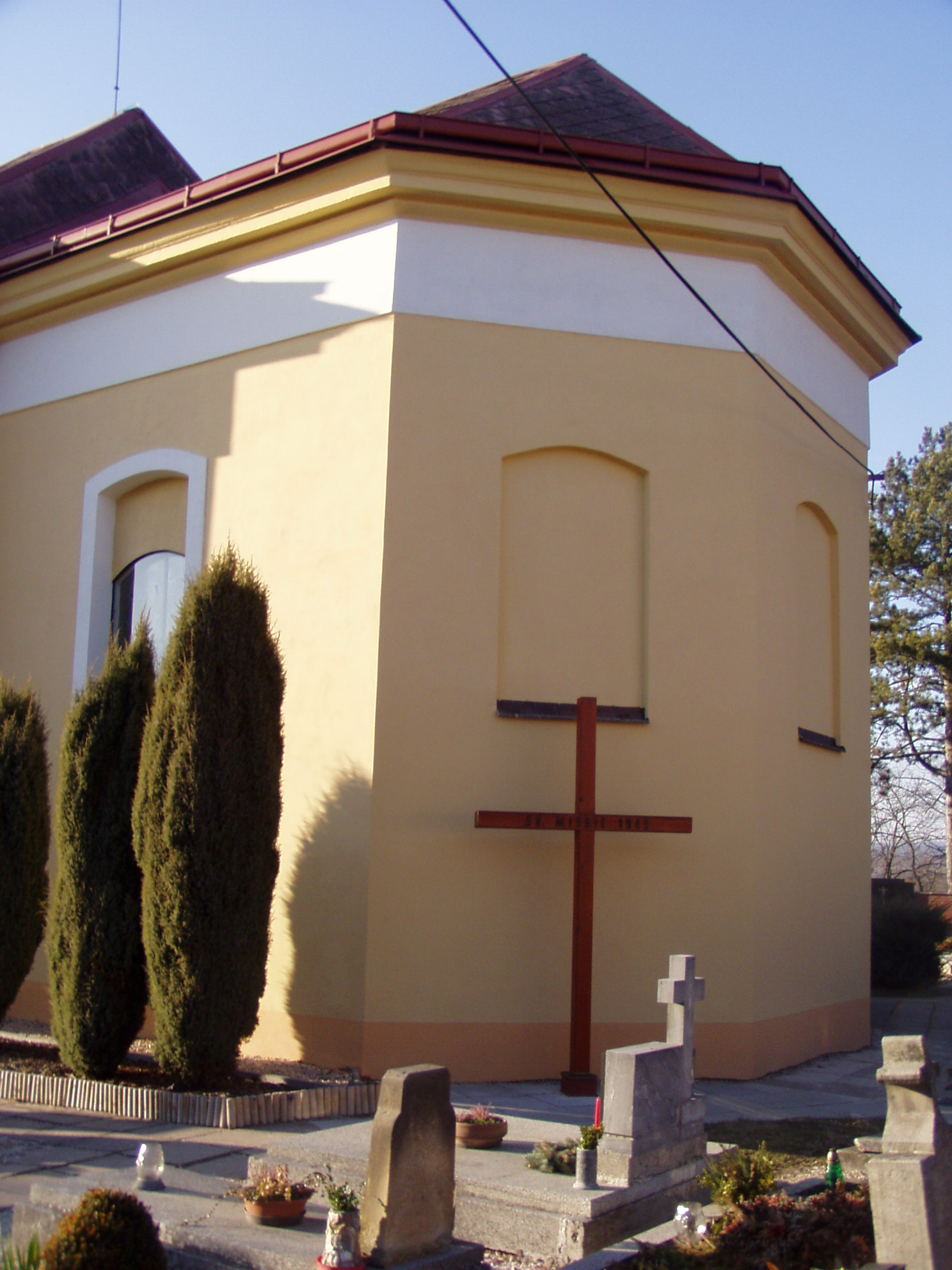
Zezadu